# Melanchroia tepens
Melanchroia tepens är en fjärilsart som beskrevs av Walker 1854. Melanchroia tepens ingår i släktet Melanchroia och familjen mätare. Inga underarter finns listade i Catalogue of Life.